# Списък с епизоди на „Игра на тронове“
„Игра на тронове“ (на английски: Game of Thrones) е американски фентъзи сериал на HBO, дебютирал на 17 април 2011 г.
Направен е по първата книга със същото заглавие от поредицата „Песен за огън и лед“ на американския писател Джордж Р. Р. Мартин. Представлява средновековна фантазия, като действието се развива на измислени континенти. Основната тема е борбата за власт между седем царства.

## Общ преглед
| Сезон | Сезон | Епизоди | Излъчване        | Излъчване         |
| Сезон | Сезон | Епизоди | Премиера         | Финал             |
| ----- | ----- | ------- | ---------------- | ----------------- |
|       | 1     | 10      | 17 април 2011 г. | 19 юни 2011 г.    |
|       | 2     | 10      | 1 април 2012 г.  | 3 юни 2012 г.     |
|       | 3     | 10      | 31 март 2013 г.  | 9 юни 2013 г.     |
|       | 4     | 10      | 6 април 2014 г.  | 15 юни 2014 г.    |
|       | 5     | 10      | 12 април 2015 г. | 14 юни 2015 г.    |
|       | 6     | 10      | 24 април 2016 г. | 26 юни 2016 г.    |
|       | 7     | 7       | 16 юли 2017 г.   | 27 август 2017 г. |
|       | 8     | 6       | 14 април 2019 г. | 19 май 2019 г.    |

## Епизоди

### Сезон 1: 2011
| № | #  | Заглавие                                                                  | Режисура       | Сценарий                   | Първо излъчване  | Първо излъчване в България | Рейтинг (в милиони) |
| --- | -- | ------------------------------------------------------------------------- | -------------- | -------------------------- | ---------------- | -------------------------- | ------------------- |
| 1 | 1  | Зимата иде ("Winter Is Coming")                                           | Тим Ван Патън  | Дейвид Бениоф и Ди Би Уайс | 17 април 2011 г. | 18 април 2011 г.           | 2,22                |
| Крал Робърт Баратеон величествено пристига в Зимен Хребет, домът на неговия стар и доверен приятел, Пазителя на Севера – Едард Старк, с важно предложение. На източния континент, принцесата в изгнание Денерис Таргариен се омъжва за Хал Дрого, вождът на Дотраките с десетки хиляди воини под негова команда. Нейният брат – Визерис, внимателно планува да спечели предаността на Дрого с венчавката, за да може да се върне в своя дом – Вестерос, и да си върне Железния Трон принадлежал на баща им, присвоен насила от Робърт. В замръзналите земи отвъд Вала, диваците се размърдват за тревога на Нощния Страж. Но още по на север, нещо друго се събужда. |    |                                                                           |                |                            |                  |                            |                     |
| 2 | 2  | Кралският път ("The Kingsroad")                                           | Тим Ван Патън  | Дейвид Бениоф и Ди Би Уайс | 24 април 2011 г. | 25 април 2011 г.           | 2,20                |
| Джон Сняг и Тирион Ланистър напускат Зимен Хребет и тръгват за Вала и по пътя, Джон открива че представите му за Нощния Страж може би не пасват с реалността. Едард Старк и дъщерите му тръгват за Кралсия Чертог, но инцидент в Кралския път заплашва да влоши отношенията между него и крал Робърт. |    |                                                                           |                |                            |                  |                            |                     |
| 3 | 3  | Лорд Сняг ("Lord Snow")                                                   | Брайън Кърк    | Дейвид Бениоф и Ди Би Уайс | 1 май 2011 г.    | 2 май 2011 г.              | 2,44                |
| Джон Сняг се опитва да си намери мястото в Черен Замък, насред враждебността на другите членове на Нощния Страж. Едард Старк и дъщерите му пристигат в Кралския Чертог. Кейтлин обновява старото си приятелство с член на Малкия Съвет, докато Денерис и Визерис пътуват към столицата на дотраките – Вес Дотрак. |    |                                                                           |                |                            |                  |                            |                     |
| 4 | 4  | Сакати, копелета и счупени неща ("Cripples, Bastards, and Broken Things") | Брайън Кърк    | Брайън Когман              | 8 май 2011 г.    | 9 май 2011 г.              | 2,45                |
| Тирион Ланистър спира в Зимен Хребет на връщане от Вала и получава студено гостоприемство от Роб Старк, въпреки помощта която показва към Бран. Самуел Тарли се присъединява към Нощния Страж и Джон става негов приятел и защитник. Денерис пристига във Вес Дотрак и най-накрая се изправя срещу Визерис. Едард Старк продължава да разследва смъртта на Джон Арин. Крал Робърт Баратеон организира турнир в чест на провъзгласяването на Едард в Ръка на Краля, въпреки неудобството на Нед. Кейтлин и сър Родрик спират в Странноприемницата на Кръстопътя. |    |                                                                           |                |                            |                  |                            |                     |
| 5 | 5  | Вълкът и лъвът ("The Wolf and the Lion")                                  | Брайън Кърк    | Дейвид Бениоф и Ди Би Уайс | 15 май 2011 г.   | 16 май 2011 г.             | 2,58                |
| Арестуването на Тирион става известно в Кралския Чертог, правейки труден живота на Едард Старк. Позицията на Нед е несигурно заради несъгласие с крал Робърт Баратеон, относно плановете за убийство на Денерис, преди тя да може да обедини Дотраките, за да нахлуят във Вестерос. В Орловото Гнездо, Кейтлин е шокирана от параноята и недоверието на сестра си – Лиза. |    |                                                                           |                |                            |                  |                            |                     |
| 6 | 6  | Златна корона ("A Golden Crown")                                          | Даниъл Минахън | Дейвид Бениоф и Ди Би Уайс | 22 май 2011 г.   | 23 май 2011 г.             | 2,44                |
| Във Вес Дотрак, неудовлетвореността на Визерис от постоянните забавяния преди получаването на короната му, намира отдушник. В Кралския Чертог, докато крал Робърт отива на лов, Едард издава заповед който може да разтърси Седемте Кралства и открива обезпокояващо откритие за наследниците на трона. В Орлово Гнездо, Тирион Ланистър залага всичко в алчността на наемния меч – Брон. |    |                                                                           |                |                            |                  |                            |                     |
| 7 | 7  | Печелиш или умираш ("You Win or You Die")                                 | Даниъл Минахън | Дейвид Бениоф и Ди Би Уайс | 29 май 2011 г.   | 30 май 2011 г.             | 2,40                |
| Разследването на Едард Старк стига до драматичния си пик и той конфронтира кралица Церсей със своите открития. Тивин Ланистър подготвя своята войска за битка и възлага на Джайм важна задача. Действията на сър Джора вдъхновяват Хал Дрого да врече важна клетва. Джон Сняг накрая взима своето място сред Нощния Страж. |    |                                                                           |                |                            |                  |                            |                     |
| 8 | 8  | Острият край ("The Pointy End")                                           | Даниъл Минахън | Джордж Р. Р. Мартин        | 5 юни 2011 г.    | 6 юни 2011 г.              | 2,72                |
| В последствията на арестуването на Нед, Сирио и Аря се изправят срещу Ланистърска охрана, докато Церсей манипулира Санса за свои цели. Роб събира северняшките знаменосци на баща си и тръгва на юг за война. Тирион формира неспокоен съюз с планинските кланове и се събира с баща си. Джон се изправя срещу сър Алисър Торн и се бие с мистериозен нападател отвъд Вала. Денерис преосмисля желанието си да завладее Вестерос с варваството на Дрого, след като вижда набега на Дотраките към мирно селище. |    |                                                                           |                |                            |                  |                            |                     |
| 9 | 9  | Бейлор ("Baelor")                                                         | Алън Тейлър    | Дейвид Бениоф и Ди Би Уайс | 12 юни 2011 г.   | 13 юни 2011 г.             | 2,66                |
| С живота на Санса в опасност, Нед взима съдбовно решение. Кейтлин сключва неприятна сделка с безскрупулния Уолдър Фрей. Тирион се придобива с любовница и е принуден от баща си да се бие на предния фронт. Роб спечелва първата си голяма победа и залавя ценен заложник. Джон е награден за смелостта си и открива мрачната тайна на Майстер Емон. Докато раните на Дрого загнояват, Денерис предизвиква кръвния ездач Кото и залага доверието с в поробената вещица Мири Маз Дуур. |    |                                                                           |                |                            |                  |                            |                     |
| 10 | 10 | Огън и кръв ("Fire and Blood")                                            | Алън Тейлър    | Дейвид Бениоф и Ди Би Уайс | 19 юни 2011 г.   | 20 юни 2011 г.             | 3,04                |
| Докато трагичната новина се разпростира из Седемте Кралтва, Бран и Рикон споделят пророчески сън, Кейтлин разпитва Джайм за падането на сина си, а съдбата на Роб е завинаги променено. След изненадващото решение на баща си, Тирион тръгва на юг. Аря се сдобива с нова идентичност в опита си да избяга от Кралския Чертог, докато Санса е тероризиран от Джофри. На Вала, Джон трябва да избере между Нощния Страж и семействоти си. Отвъд морето, Денерис трябва да плаща страшна цена за любовта си, но открива нова надежда в драконовите си яйца. |    |                                                                           |                |                            |                  |                            |                     |

### Сезон 2: 2012
| № | #  | Заглавие                                                            | Режисура        | Сценарий                   | Първо излъчване  | Първо излъчване в България | Рейтинг (в милиони) |
| --- | -- | ------------------------------------------------------------------- | --------------- | -------------------------- | ---------------- | -------------------------- | ------------------- |
| 11 | 1  | Северът помни ("The North Remembers")                               | Алън Тейлър     | Дейвид Бениоф и Ди Би Уайс | 1 април 2012 г.  | 2 април 2012 г.            | 3,86                |
| Под горящата Червена комета в небето, войната обгръща континента Вестерос. В Кралския Чертог, Тирион Ланистър пристига в двора за да служи като действаща Ръка на Краля и да управлява над лудия си племенник крал Джофри и кралицата-регент Церсей. В Драконов Камък, Станис Баратеон започва пътя си към превземането на Железния Трон с помощта на мистериозна чуждестранна жрица. В източния континент, Денерис води хората си през Червената Пустош. Отвъд Вала, щурмоваците водени от Лорд Командир Мормонт, търсят помощ от опасен дивак. |    |                                                                     |                 |                            |                  |                            |                     |
| 12 | 2  | Нощните земи ("The Night Lands")                                    | Алън Тейлър     | Дейвид Бениоф и Ди Би Уайс | 8 април 2012 г.  | 9 април 2012 г.            | 3,76                |
| Станис използва сър Давос за да намери нови съюзници във войната си с Ланистърите. В пътя към Севера, Аря се доверява на Джендри. Роб Старк изпраща Теон Грейджой за да спечели съюзничеството на баща му и свирепите воини на Железните Острови. Церсей и Тирион сблъскват за това как да управляват Кралския Чертог. |    |                                                                     |                 |                            |                  |                            |                     |
| 13 | 3  | Това, което е мъртво не може да умре ("What Is Dead May Never Die") | Алик Сакаров    | Брайън Когман              | 15 април 2012 г. | 16 април 2012 г.           | 3,77                |
| Кейтлин Старк преговаря с крал Ренли с надеждата да спечели неговото съюзничество. Тирион започва сложен план в Кралския Чертог за да разобличи враг. В Зимен Хребет, сънищата на Бран продължават да го безпокоят. |    |                                                                     |                 |                            |                  |                            |                     |
| 14 | 4  | Градина от кости ("Garden of Bones")                                | Дейвид Петрарка | Ванеса Тейлър              | 22 април 2012 г. | 23 април 2012 г.           | 3,65                |
| Тирион се опитва да овладее жестокостта на Джофри. Кейтлин се опитва да сключи мир между Станис и Ренли. Денерис и нейните последователи пристигат във великия град Карт, с надеждата да открият убежище. Аря и Джендри пристигат в Харънхъл – велик замък, сега под Ланистърска окупация. |    |                                                                     |                 |                            |                  |                            |                     |
| 15 | 5  | Призракът на Харънхъл ("The Ghost of Harrenhal")                    | Дейвид Петрарка | Дейвид Бениоф и Ди Би Уайс | 29 април 2012 г. | 30 април 2012 г.           | 3,90                |
| Объркване бушува в Бурните Земи, след съкрушителен обрат. Кейтлин трябва да избяга с нов съюзник, докато Кутрето вижда възможност в хаоса. Теон се опитва да се докаже на баща си в битка. Аря получава обещание от енигматичния Джакен Х'гхар. Нощния Страж пристига в Юмрука на Първите Хора. Денерис получава предложение за брак. |    |                                                                     |                 |                            |                  |                            |                     |
| 16 | 6  | Старите богове и новите ("The Old Gods and the New")                | Дейвид Нътър    | Ванеса Тейлър              | 6 май 2012 г.    | 7 май 2012 г.              | 3,88                |
| Аря има изненадващ посетител, докато Денерис се заклева да получи това което и принадлежи. Джофри се среща със своите подчинени, а Корин дава шанс на Джон да се докаже. |    |                                                                     |                 |                            |                  |                            |                     |
| 17 | 7  | Мъж без чест ("A Man Without Honor")                                | Дейвид Нътър    | Дейвид Бениоф и Ди Би Уайс | 13 май 2012 г.   | 14 май 2012 г.             | 3,69                |
| Джайм се среща с роднина, Теон ловува, а Денерис получава покана. |    |                                                                     |                 |                            |                  |                            |                     |
| 18 | 8  | Принцът на Зимен хребет ("The Prince of Winterfell")                | Алън Тейлър     | Дейвид Бениоф и Ди Би Уайс | 20 май 2012 г.   | 21 май 2012 г.             | 3,86                |
| Теон удържа фронта, а Аря иска дължимото от Джакен. Роб е предаден. Станис и Давос пристигат в тяхната дестинация. Бран и Рикон се оказват живи. |    |                                                                     |                 |                            |                  |                            |                     |
| 19 | 9  | Черна вода ("Blackwater")                                           | Нийл Маршъл     | Джордж Р. Р. Мартин        | 27 май 2012 г.   | 28 май 2012 г.             | 3,38                |
| Масивна битка се развихря за контрола над Кралския Чертог и Железния Трон. |    |                                                                     |                 |                            |                  |                            |                     |
| 20 | 10 | Валар Моргулис (Всички трябва да умрат) ("Valar Morghulis")         | Алън Тейлър     | Дейвид Бениоф и Ди Би Уайс | 3 юни 2012 г.    | 4 юни 2012 г.              | 4,20                |
| Тирион се събужда в променена ситуация, а крал Джофри възнаграждава своите подчинени. Докато Теон подготвя хората си за действие, Майстер Лувин му дава последен съвет. Бриен затваря устата на Джайм, Аря получава дар от Джакен, а Денерис отива на странно място. Джон се доказва на Корин. |    |                                                                     |                 |                            |                  |                            |                     |

### Сезон 3: 2013
| № | #  | Заглавие                                                      | Режисура       | Сценарий                   | Първо излъчване  | Първо излъчване в България | Рейтинг (в милиони) |
| --- | -- | ------------------------------------------------------------- | -------------- | -------------------------- | ---------------- | -------------------------- | ------------------- |
| 21 | 1  | Валар Дохерис (Всички трябва да служат) ("Valar Dohaeris")    | Даниъл Минахън | Дейвид Бениоф и Ди Би Уайс | 31 март 2013 г.  | 1 април 2013 г.            | 4,37                |
| Джон е доведен пред Манс Райдър – Кралят-Отвъд-Вала, докато оцелелите от Нощния Страж отстъпват на юг. В Кралския Чертог, Тирион иска своето възнаграждение, Кутрето предлага изход на Санса, а Церсей организира вечеря за кралското семейство. Денерис отплава за Робския Залив. |    |                                                               |                |                            |                  |                            |                     |
| 22 | 2  | Черни криле, черни слова ("Dark Wings, Dark Words")           | Даниел Минахън | Ванеса Тейлър              | 7 април 2013 г.  | 8 април 2013 г.            | 4,27                |
| Санса е представена пред Олена Тирел и е предпазлива, когато е разпитана относно крал Джофри Баратеон. Шае иска помощта на Тирион, за защитаването на Санса. Джайм Ланистър провокира Бриен в дуел, но намира себе си отново като заложник. Пътя на Аря се пресича с Братството Без Знамена и е разпозната от новия и затворник – Сандор Клегейн. Враните носят черни новини на Краля на Севера в Харънхъл, че братята му още липсват и че Хостър Тъли е починал. Джон Сняг научава за варгите на Свободния Народ. Бран Старк е изненадан да срещне нови съюзници в широкия Север. |    |                                                               |                |                            |                  |                            |                     |
| 23 | 3  | Пътят на наказанието ("Walk of Punishment")                   | Дейвид Бениоф  | Дейвид Бениоф и Ди Би Уайс | 14 април 2013 г. | 15 април 2013 г.           | 4,72                |
| Тирион получава нови задължения, а Джон Сняг е заведен до Юмрука на Първите Хора. Денерис се среща с търговците на роби, Джайм Ланистър сключва сделка със своите похитители. |    |                                                               |                |                            |                  |                            |                     |
| 24 | 4  | И сега неговият страж приключи ("And Now His Watch Is Ended") | Алекс Грейвс   | Дейвид Бениоф и Ди Би Уайс | 21 април 2013 г. | 22 април 2013 г.           | 4,87                |
| Оцелелите от Нощния Страж недоволстват. Варис е надхитрен, а Аря е заведена при командира на Братството. Денерис прави размяна. |    |                                                               |                |                            |                  |                            |                     |
| 25 | 5  | Целуната от огъня ("Kissed by Fire")                          | Алекс Грейвс   | Брайън Когман              | 28 април 2013 г. | 29 април 2013 г.           | 5,35                |
| Хрътката е съден от боговете, а Джайм обяснява действията си. Джон нарушава клетвата си. Роб е предаден, а Тирион научава стойността на сватбите. |    |                                                               |                |                            |                  |                            |                     |
| 26 | 6  | Изкачването ("The Climb")                                     | Алик Сакаров   | Дейвид Бениоф и Ди Би Уайс | 5 май 2013 г.    | 6 май 2013 г.              | 5,50                |
| Тивин планува стратегически съюзи за Ланистърите. Мелисандра се отбива в Речните Земи. Крал Роб прави компромис за да възстанови съюза си с Домът Фрей. Рууз Болтън решава какво да прави с Джайм Ланистър. Джон, Игрит и Диваците се изправят пред трудно изкачване. |    |                                                               |                |                            |                  |                            |                     |
| 27 | 7  | Мечокът и девицата ("The Bear and the Maiden Fair")           | Мишел Макларън | Джордж Р. Р. Мартин        | 12 май 2013 г.   | 13 май 2013 г.             | 4,84                |
| Денерис си разменя подаръци с робовладелец пред стените на Юнкай. Докато Санса преценява своите възможности, Шае се бунтува за новата ситуация на Тирион. Тивин съветва краля, докато Мелисандра разкрива тайна на Джендри. Бриен се изправя пред свиреп опонент в Харънхъл. |    |                                                               |                |                            |                  |                            |                     |
| 28 | 8  | Втори синове ("Second Sons")                                  | Мишел Макларън | Дейвид Бениоф и Ди Би Уайс | 19 май 2013 г.   | 20 май 2013 г.             | 5,13                |
| В Кралския Чертог има сватба и Тирион и Санса прекарват вечерта заедно. Денерис среща Копелето на Титана. Давос иска доказателства от Мелисандра. Сам и Джили се срещат с древно създание. |    |                                                               |                |                            |                  |                            |                     |
| 29 | 9  | Дъждовете на Кастамир ("The Rains of Castamere")              | Дейвид Нътър   | Дейвид Бениоф и Ди Би Уайс | 2 юни 2013 г.    | 3 юни 2013 г.              | 5,22                |
| Роб представя себе си пред Уолдър Фрей, а Едмур се среща със своята булка. Джон се изправя с най-трудното си изпитание, докато Бран открива нова дарба. Даарио и Джора спорят как да превземат Юнкай. Домът Фрей се събира с Домът Тъли. |    |                                                               |                |                            |                  |                            |                     |
| 30 | 10 | Мхиса (Майка) ("Mhysa")                                       | Дейвид Нътър   | Дейвид Бениоф и Ди Би Уайс | 9 юни 2013 г.    | 10 юни 2013 г.             | 5,39                |
| Джофри предизвиква Тивин. Бран разказва страшна история. В Драконов Камък, милост се проявява от неочаквано място. Денерис чака за да види дали е завоевателка или освободителка. |    |                                                               |                |                            |                  |                            |                     |

### Сезон 4: 2014
| № | #  | Заглавие                                                   | Режисура       | Сценарий                   | Първо излъчване  | Първо излъчване в България | Рейтинг (в милиони) |
| --- | -- | ---------------------------------------------------------- | -------------- | -------------------------- | ---------------- | -------------------------- | ------------------- |
| 31 | 1  | Два меча ("Two Swords")                                    | Ди Би Уайс     | Дейвид Бениоф и Ди Би Уайс | 6 април 2014 г.  | 7 април 2014 г.            | 6,64                |
| Тирион приветства гост в Кралския Чертог. В Черен Замък, Джон Сняг получава студено посрещване. Денерис се насочва към Мийрийн, майката на всички робски градове. Аря се засича със стар познат. |    |                                                            |                |                            |                  |                            |                     |
| 32 | 2  | Лъвът и Розата ("The Lion and the Rose")                   | Алекс Грейвс   | Джордж Р. Р. Мартин        | 13 април 2014 г. | 14 април 2014 г.           | 6,31                |
| Най-различни гости се появяват за сватбата на крал Джофри и Марджъри Тирел в Кралския Чертог. Брон дава урок на Джайм, докато виденията на Бран го насочват в неговото пътешествие. Станис губи търпение с Давос, а Рамзи изпитва перверзно удоволствие с новия си любимец.                                 |    |                                                            |                |                            |                  |                            |                     |
| 33 | 3  | Чупещата Окови ("Breaker of Chains")                       | Алекс Грейвс   | Дейвид Бениоф и Ди Би Уайс | 20 април 2014 г. | 21 април 2014 г.           | 6,59                |
| В хаоса след кралската сватба, Тирион е посетен от лоялен слуга, докато Тивин предлага на предполагаем враг, да работят за общото благо. В Черен Замък, Сам взима мерки за да защити Джили. Хрътката дава нов житейски урок на Аря. Денерис прави решение пред стените на Мийрийн.                          |    |                                                            |                |                            |                  |                            |                     |
| 34 | 4  | Клетвоизпълнител ("Oathkeeper")                            | Мишел Макларън | Брайън Когман              | 27 април 2014 г. | 28 април 2014 г.           | 6,95                |
| Денерис балансира справедливостта и милостта. Джайм Ланистър залага честта си на Бриен. Джон си осигурява доброволци, докато Бран, Джоджен, Мийра и Ходор се натъкват на подслон. |    |                                                            |                |                            |                  |                            |                     |
| 35 | 5  | Първият с Това Име ("First of His Name")                   | Мишел Макларън | Дейвид Бениоф и Ди Би Уайс | 4 май 2014 г.    | 5 май 2014 г.              | 7,16                |
| Церсей и Тивин плануват следващия ход на Короната. Денерис преосмисля плановете си за бъдещето. Джон се залавя за новата си мисия. |    |                                                            |                |                            |                  |                            |                     |
| 36 | 6  | Законите на Боговете и Хората ("The Laws of Gods and Men") | Алик Сакаров   | Брайън Когман              | 11 май 2014 г.   | 12 май 2014 г.             | 6,40                |
| Станис и Давос отплават, за да изпълнят новата си стратегия. Денерис се среща със своите молители. Тирион се изправя пред баща си в тронната зала. |    |                                                            |                |                            |                  |                            |                     |
| 37 | 7  | Присмехулник ("Mockingbird")                               | Алик Сакаров   | Дейвид Бениоф и Ди Би Уайс | 18 май 2014 г.   | 19 май 2014 г.             | 7,20                |
| Тирион си намира неочакван съюзник. Даарио предлага на Денерис да му позволи да прави това, което прави най-добре. Предупрежденията на Джон за уязвимостта на Вала падат на глухи уши. Бриен следва нова следа на пътя, заедно с Подрик.                                                                    |    |                                                            |                |                            |                  |                            |                     |
| 38 | 8  | Планината и Пепелянката ("The Mountain and the Viper")     | Алекс Грейвс   | Дейвид Бениоф и Ди Би Уайс | 1 юни 2014 г.    | 2 юни 2014 г.              | 7,17                |
| Неочаквани посетители пристигат в Къртичино Село. Мотивите на Кутрето са поставени под съмнение. Рамзи се опитва да се докаже на баща си. Съдбата на Тирион се решава, когато Пепелянката се изправя срещу Планината.                                                                                       |    |                                                            |                |                            |                  |                            |                     |
| 39 | 9  | Стражите на Вала ("The Watchers on the Wall")              | Нийл Маршъл    | Дейвид Бениоф и Ди Би Уайс | 8 юни 2014 г.    | 9 юни 2014 г.              | 6,95                |
| Въпреки че Нощния Страж е безнадеждно надминат по размер, се опитва да защити Черен Замък от масивната армия от Диваци на Манс Райдър, които нападат укреплението от севера. В същото време тайна групировка от Диваци, включващи Тормунд, Стир и Игрит, правят изненадваща атака на Вала от южната страна. |    |                                                            |                |                            |                  |                            |                     |
| 40 | 10 | Чедата ("The Children")                                    | Алекс Грейвс   | Дейвид Бениоф и Ди Би Уайс | 15 юни 2014 г.   | 16 юни 2014 г.             | 7,09                |
| Обстоятелствата се променят след неочаквана поява на север от Вала. Денерис трябва да срещне жестоката реалност. Бран научава повече за своята съдба. Тирион вижда истина зад ситуацията, в която се намира.                                                                                                |    |                                                            |                |                            |                  |                            |                     |

### Сезон 5: 2015
| № | #  | Заглавие                                                            | Режисура        | Сценарий                   | Първо излъчване  | Първо излъчване в България | Рейтинг (в милиони) |
| --- | -- | ------------------------------------------------------------------- | --------------- | -------------------------- | ---------------- | -------------------------- | ------------------- |
| 41 | 1  | Идващите войни ("The Wars to Come")                                 | Майкъл Словис   | Дейвид Бениоф и Ди Би Уайс | 12 април 2015 г. | 13 април 2015 г.           | 8,00                |
| Церсей и Джайм се приспособяват към свят без Тивин Ланистър. Варис разкрива конспирация на Тирион. Денерис среща нова заплаха за управлението си. Джон остава между два краля.                                                    |    |                                                                     |                 |                            |                  |                            |                     |
| 42 | 2  | Домът на Черното и Бялото ("The House of Black and White")          | Майкъл Словис   | Дейвид Бениоф и Ди Би Уайс | 19 април 2015 г. | 20 април 2015 г.           | 6,81                |
| Аря пристига в Бравос. Под и Бриен срещат неприятности по пътя. Церсей се бои за безопасността на дъщеря си в Дорн, тъй като Елария търси възмездие за смъртта на Оберин. Станис изкушава Джон, а един съветник изкушава Денерис. |    |                                                                     |                 |                            |                  |                            |                     |
| 43 | 3  | Висшият Врабец ("High Sparrow")                                     | Марк Майлод     | Дейвид Бениоф и Ди Би Уайс | 26 април 2015 г. | 27 април 2015 г.           | 6,71                |
| В Бравос, Аря вижда Многоликия Бог. В Кралския Чертог, кралица Марджъри се наслаждава на новия си съпруг. Тирион и Варис се разхождат по Дългия Мост на Волантис.                                                                 |    |                                                                     |                 |                            |                  |                            |                     |
| 44 | 4  | Синовете на Харпията ("The Sons of the Harpy")                      | Марк Майлод     | Дейв Хил                   | 3 май 2015 г.    | 4 май 2015 г.              | 6,82                |
| Войската на Вярата става все по-агресивна в Кралския Чертог. Джайм и Брон тръгват за Дорн, а Пясъчните Змии се вричат в отмъщение.                                                                                                |    |                                                                     |                 |                            |                  |                            |                     |
| 45 | 5  | Убий момчето ("Kill the Boy")                                       | Джеръми Подесва | Брайън Когмън              | 10 май 2015 г.   | 11 май 2015 г.             | 6,56                |
| Денерис взима трудно решение в Мийрийн. Джон иска помощта на неочакван съюзник. Бриен търси Санса, докато Теон остава под контрола на Рамзи.                                                                                      |    |                                                                     |                 |                            |                  |                            |                     |
| 46 | 6  | Непокорими, Неподвластни, Несъкрушими ("Unbowed, Unbent, Unbroken") | Джеръми Подесва | Брайън Когмън              | 17 май 2015 г.   | 18 май 2015 г.             | 6,24                |
| Аря тренира. Джора и Тирион се натъкват на търговци на роби. Тристан и Мирцела правят планове, а Джайм и Брон стигат своята дестинация. Пясъчните Змии правят своя ход.                                                           |    |                                                                     |                 |                            |                  |                            |                     |
| 47 | 7  | Дарът ("The Gift")                                                  | Мигел Сапочник  | Дейвид Бениоф и Ди Би Уайс | 24 май 2015 г.   | 25 май 2015 г.             | 5,40                |
| Джон се подготвя за конфликт. Санса се опитва да стигне до Теон, а Бриен чака за знак. Решението на Станис е непоклатимо. Джайм се опитва да възстанови връзката с дъщеря си.                                                     |    |                                                                     |                 |                            |                  |                            |                     |
| 48 | 8  | Хардхоум ("Hardhome")                                               | Мигел Сапочник  | Дейвид Бениоф и Ди Би Уайс | 31 май 2015 г.   | 1 юни 2015 г.              | 7,01                |
| Аря показва подобрение в тренировката си. Санса конфронтира стар приятел. Церсей се бори, а Джон преговаря. |    |                                                                     |                 |                            |                  |                            |                     |
| 49 | 9  | Танцът на Драконите ("The Dance of Dragons")                        | Дейвид Нътър    | Дейвид Бениоф и Ди Би Уайс | 7 юни 2015 г.    | 8 юни 2015 г.              | 7,14                |
| Станис взима тревожно решение, а Джон се връща на Вала. Мейс Тирел посещава Желязната Банка, докато Аря среща някой от своето минало. Денерис неохотно гледа традиционно празненство на атлетизма.                                |    |                                                                     |                 |                            |                  |                            |                     |
| 50 | 10 | Милостта на Майката ("Mother's Mercy")                              | Дейвид Нътър    | Дейвид Бениоф и Ди Би Уайс | 14 юни 2015 г.   | 15 юни 2015 г.             | 8,11                |
| Станис Баратеон марширува. Денерис е заобиколена от непознати. Церсей търси прошка. Джон е предизвикан. |    |                                                                     |                 |                            |                  |                            |                     |

### Сезон 6: 2016
| № | #  | Заглавие                                             | Режисура        | Сценарий                   | Първо излъчване  | Първо излъчване в България | Рейтинг (в милиони) |
| --- | -- | ---------------------------------------------------- | --------------- | -------------------------- | ---------------- | -------------------------- | ------------------- |
| 51 | 1  | Червената жена ("The Red Woman")                     | Джеръми Подесва | Дейвид Бениоф и Ди Би Уайс | 24 април 2016 г. | 25 април 2016 г.           | 7,94                |
| В Черен замък, Торн защитава предателството си, докато Ед и Давос защитават себе си. Санса и Теон бягат от студа и хрътките. |    |                                                      |                 |                            |                  |                            |                     |
| 52 | 2  | У дома ("Home")                                      | Джеръми Подесва | Дейв Хил                   | 1 май 2016 г.    | 2 май 2016 г.              | 7,29                |
| Бран се обучава с Триоката Врана. В Кралския чертог, Джайм съветва Томен. Тирион изисква добри вести, но трябва сам да си ги създава. В Черен замък, Нощният страж стои зад Торн. Рамзи Болтън предлага план, докато Бейлон Грейджой обмисля други предложения.                                            |    |                                                      |                 |                            |                  |                            |                     |
| 53 | 3  | Клетвонарушител ("Oathbreaker")                      | Даниъл Сакхайм  | Дейвид Бениоф и Ди Би Уайс | 8 май 2016 г.    | 9 май 2016 г.              | 7,28                |
| Денерис среща своето бъдеще, а Бран среща миналото. Томен конфронтира Висшия Врабец. Аря тренира за да бъде Никой. Варис намира отговор, докато Рамзи получава подарък. |    |                                                      |                 |                            |                  |                            |                     |
| 54 | 4  | Книгата на Странника ("Book of the Stranger")        | Даниъл Сакхайм  | Дейвид Бениоф и Ди Би Уайс | 15 май 2016 г.   | 16 май 2016 г.             | 7,82                |
| Тирион сключва сделка, а Джора и Даарио се започват трудна задача. Джайм и Церсей се опитват да си подобрят ситуацията. |    |                                                      |                 |                            |                  |                            |                     |
| 55 | 5  | Вратата ("The Door")                                 | Джак Бендър     | Дейвид Бениоф и Ди Би Уайс | 22 май 2016 г.   | 23 май 2016 г.             | 7,89                |
| Тирион търси странен съюзник, а Бран научава доста. Бриен тръгва на мисия, докато Аря получава шанс да се докаже. |    |                                                      |                 |                            |                  |                            |                     |
| 56 | 6  | Кръв от моята кръв ("Blood of My Blood")             | Джак Бендър     | Брайън Когман              | 29 май 2016 г.   | 30 май 2016 г.             | 6,71                |
| Стар враг се връща в играта. Джили среща семейството на Самуел. На Аря и предстои труден избор, а Джайм се изправя пред Висшия Врабец. |    |                                                      |                 |                            |                  |                            |                     |
| 57 | 7  | Пречупеният мъж ("The Broken Man")                   | Марк Майлод     | Брайън Когман              | 5 юни 2016 г.    | 6 юни 2016 г.              | 7,80                |
| Висшият Врабец си намира нова мишена. Джайм конфронтира герой, а Аря си прави план. Северът е припомнен. |    |                                                      |                 |                            |                  |                            |                     |
| 58 | 8  | Никой ("No One")                                     | Марк Майлод     | Дейвид Бениоф и Ди Би Уайс | 12 юни 2016 г.   | 13 юни 2016 г.             | 7,60                |
| Докато Джайм си преценява опциите, Церсей отговаря на покана. Плановете на Тирион дават своя плод, а Аря среща ново изпитание. |    |                                                      |                 |                            |                  |                            |                     |
| 59 | 9  | Битката на копелетата ("The Battle of the Bastards") | Мигел Сапочник  | Дейвид Бениоф и Ди Би Уайс | 19 юни 2016 г.   | 20 юни 2016 г.             | 7,66                |
| Докато Старките се готвят за битка, Давос губи нещо скъпо. Рамзи играе игра, а Денерис се изправя пред избор. |    |                                                      |                 |                            |                  |                            |                     |
| 60 | 10 | Ветровете на зимата ("The Winds of Winter")          | Мигел Сапочник  | Дейвид Бениоф и Ди Би Уайс | 26 юни 2016 г.   | 27 юни 2016 г.             | 8,89                |
| Церсей се изправя пред съд заради престъпленията си, а Джайм празнува с Уолдър Фрей в Близнаците. Давос конфронтира Джон за действията на Мелисандра, докато Кутрето разкрива намеренията си пред Санса. Бран продължава своето пътешествие за знания в далечния Север, докато зимата най-накрая пристига. |    |                                                      |                 |                            |                  |                            |                     |

### Сезон 7: 2017
| № | # | Заглавие                                          | Режисура        | Сценарий                   | Първо излъчване   | Първо излъчване в България | Рейтинг (в милиони) |
| --- | - | ------------------------------------------------- | --------------- | -------------------------- | ----------------- | -------------------------- | ------------------- |
| 61 | 1 | Драконов камък ("Dragonstone")                    | Джеръми Подесва | Дейвид Бениоф и Ди Би Уайс | 16 юли 2017 г.    | 17 юли 2017 г.             | 10,11               |
| Джон организира защитата на Севера. Церсей се опитва да уравновеси шансовете. Денерис пристига у дома си. |   |                                                   |                 |                            |                   |                            |                     |
| 62 | 2 | Родената в буря ("Stormborn")                     | Марк Майлод     | Брайън Когмън              | 23 юли 2017 г.    | 24 юли 2017 г.             | 9,27                |
| Денерис приема неочакван гост. Джон посреща бунт. Тирион планира завоеванието на Вестерос. |   |                                                   |                 |                            |                   |                            |                     |
| 63 | 3 | Правосъдието на кралицата ("The Queen’s Justice") | Марк Майлод     | Дейвид Бениоф и Ди Би Уайс | 30 юли 2017 г.    | 31 юли 2017 г.             | 9,25                |
| Денерис осъжда. Церсей отвръща на подарък. Джайм се учи от грешките си. |   |                                                   |                 |                            |                   |                            |                     |
| 64 | 4 | Военни трофеи ("The Spoils of War")               | Мат Шакман      | Дейвид Бениоф и Ди Би Уайс | 6 август 2017 г.  | 7 август 2017 г.           | 10,17               |
| Денерис отвръща. Джайм попада в неочаквана ситуация. Аря се прибира вкъщи. |   |                                                   |                 |                            |                   |                            |                     |
| 65 | 5 | Източен страж ("Eastwatch")                       | Мат Шакман      | Дейв Хил                   | 13 август 2017 г. | 14 август 2017 г.          | 10,72               |
| Денерис иска лоялността на оцелелите от ланистърската войска. Джон се вслушва в предупреждението на Бран, за наближаването на Белите Бродници. Церсей се заклева да заличи всички и всичко, стоящи на пътя и. |   |                                                   |                 |                            |                   |                            |                     |
| 66 | 6 | Отвъд Вала ("Beyond the Wall")                    | Алън Тейлър     | Дейвид Бениоф и Ди Би Уайс | 20 август 2017 г. | 21 август 2017 г.          | 10,24               |
| Джон и Братството ловуват мъртъвци. Аря конфронтира Санса. Тирион мисли за бъдещето. |   |                                                   |                 |                            |                   |                            |                     |
| 67 | 7 | Драконът и вълкът ("The Dragon and the Wolf")     | Джереми Подесва | Дейвид Бениоф и Ди Би Уайс | 27 август 2017 г. | 28 август 2017 г.          | 12,07               |
| Тирион се опитва да спаси Вестерос от същността на континента. Санса се съмнява в лоялността на околните. |   |                                                   |                 |                            |                   |                            |                     |

### Сезон 8: 2019
| №                                                                                | # | Заглавие                                                     | Режисура                   | Сценарий                   | Първо излъчване  | Първо излъчване в България | Рейтинг (в милиони) |
| -------------------------------------------------------------------------------- | - | ------------------------------------------------------------ | -------------------------- | -------------------------- | ---------------- | -------------------------- | ------------------- |
| 68                                                                               | 1 | Зимен хребет ("Winterfell")                                  | Дейвид Нътър               | Дейв Хил                   | 14 април 2019 г. | 15 април 2019 г.           | 11,76               |
| Денерис пристига в Зимен хребет и Джон получава важна новина.                    |   |                                                              |                            |                            |                  |                            |                     |
| 69                                                                               | 2 | Рицар на Седемте кралства ("A Knight of the Seven Kingdoms") | Дейвид Нътър               | Браян Когман               | 21 април 2019 г. | 22 април 2019 г.           | 10,29               |
| Джайм е съден и Зимен хребет се подготвя за предстоящата битка.                  |   |                                                              |                            |                            |                  |                            |                     |
| 70                                                                               | 3 | Дългата нощ ("The Long Night")                               | Мигел Сапочник             | Дейвид Бениоф и Ди Би Уайс | 28 април 2019 г. | 29 април 2019 г.           | 12,02               |
| Зимен хребет се бие с армията на мъртвите.                                       |   |                                                              |                            |                            |                  |                            |                     |
| 71                                                                               | 4 | Последните от Старките ("The Last of the Starks")            | Дейвид Нътър               | Дейвид Бениоф и Ди Би Уайс | 5 май 2019 г.    | 6 май 2019 г.              | 11,80               |
| Оцелелите плануват следващите си стъпки, а Церсей прави силен ход.               |   |                                                              |                            |                            |                  |                            |                     |
| 72                                                                               | 5 | Камбаните ("The Bells")                                      | Мигел Сапочник             | Дейвид Бениоф и Ди Би Уайс | 12 май 2019 г.   | 13 май 2019 г.             | 12,48               |
| Варис предава кралицата си, а Денерис води силите си до Кралския чертог.         |   |                                                              |                            |                            |                  |                            |                     |
| 73                                                                               | 6 | Железният трон ("The Iron Throne")                           | Дейвид Бениоф и Ди Би Уайс | Дейвид Бениоф и Ди Би Уайс | 19 май 2019 г.   | 20 май 2019 г.             | 13,60               |
| След нападението на Денерис над Кралския чертог, Вестерос избира новия си лидер. |   |                                                              |                            |                            |                  |                            |                     |

## Истории и предания
Към Blue-ray DVD-тата на всеки сезон са добавени кратки анимирани истории, разказващи за дадени събития и места, през погледите на героите от сериала.
| Горските чеда, Първите хора и Андалите (The Children of the Forest, the First Men and the Andals)                                                                      | Бран Старк                                                                                    | Айзък Хемпстед-Райт                                                   | 5 март 2012 г.      |
| Ерата на героите (Age of Heroes) | Бран Старк                                                                                    | Айзък Хемпстед-Райт                                                   | 5 март 2012 г.      |
| Старите богове и новите (The Old Gods and the New) | Брант Старк Кейтлин Старк                                                                     | Айзък Хемпстед-Райт Мишел Феърли                                      | 5 март 2012 г.      |
| Историята на Нощния Страж (The History of the Night's Watch) | Джеор Мормонт Майстер Лувин Тивин Ланистър                                                    | Джеймс Козмо Доналд Съмптър Чарлс Данс                                | 5 март 2012 г.      |
| Орденът на Майстерите (The Order of Maesters) | Майстер Лувин                                                                                 | Доналд Съмптър                                                        | 5 март 2012 г.      |
| Валирия и драконите (Valyria and the Dragons) | Визерис Таргариен                                                                             | Хари Лойд                                                             | 5 март 2012 г.      |
| Огненото поле (The Field of Fire) | Визерис Таргариен Роб Старк                                                                   | Хари Лойд Ричард Медън                                                | 5 март 2012 г.      |
| Лудия Крал Ерис (Mad King Aerys) | Робърт Баратеон Майстер Лувин Тивин Ланистър                                                  | Марк Ади Доналд Съмптър Чарлс Данс                                    | 5 март 2012 г.      |
| Бунтът на Робърт (Robert's Rebellion) | Робърт Баратеон Визерис Таргариен                                                             | Марк Ади Хари Лойд                                                    | 5 март 2012 г.      |
| Плячкосването на Кралския Чертог (The Sack of Kings Landing) | Визерис Таргариен Робърт Баратеон Майстер Лувин Тивин Ланистър                                | Хари Лойд Марк Ади Доналд Съмптър Чарлс Данс                          | 5 март 2012 г.      |
| Домът Старк (House Stark) | Бран Старк Роб Старк                                                                          | Айзък Хемпстед-Райт Ричард Медън                                      | 5 март 2012 г.      |
| Домът Ланистър (House Lannister) | Тивин Ланистър                                                                                | Чарлс Данс                                                            | 5 март 2012 г.      |
| Домът Таргариен (House Targaryen) | Визерис Таргариен                                                                             | Хари Лойд                                                             | 5 март 2012 г.      |
| Домът Баратеон (House Baratheon) | Робърт Баратеон                                                                               | Марк Ади                                                              | 5 март 2012 г.      |
| Домът Арин (House Arryn) | Кейтлин Старк                                                                                 | Мишел Феърли                                                          | 5 март 2012 г.      |
| С втори сезон |                                                                                               |                                                                       |                     |
| Въстанието на Грейджойите (Greyjoy Rebellion) | Роб Старк Теон Грейджой Станис Баратеон                                                       | Ричард Медън Алфи Алън Стивън Дилейн                                  | 19 февруари 2013 г. |
| Бунтът на Робърт (Robert's Rebellion) | Станис Баратеон Давос Държеливия Марджъри Тирел Кейтлин Старк                                 | Стивън Дилейн Лиъм Кънингам Натали Дормър Мишел Феърли                | 19 февруари 2013 г. |
| Свободният народ (The Free Folk) | Игрит                                                                                         | Роуз Лесли                                                            | 19 февруари 2013 г. |
| Нощния Страж (The Night's Watch) | Игрит                                                                                         | Роуз Лесли                                                            | 19 февруари 2013 г. |
| Драконов Камък (Dragonstone) | Станис Баратеон                                                                               | Стивън Дилейн                                                         | 19 февруари 2013 г. |
| Харънхъл (Harrenhal) | Кейтлин Старк                                                                                 | Мишел Феърли                                                          | 19 февруари 2013 г. |
| Свободните градове (The Free Cities) | Джора Мормонт                                                                                 | Иън Глен                                                              | 19 февруари 2013 г. |
| Карт (Qarth) | Ксаро Ксоан Даксос                                                                            | Нонзо Анози                                                           | 19 февруари 2013 г. |
| Удавеният бог (The Drowned God) | Яра Грейджой                                                                                  | Джема Уелън                                                           | 19 февруари 2013 г. |
| Гилдията на алхимистите (The Alchemists' Guild) | Халийн                                                                                        | Рой Дотрис                                                            | 19 февруари 2013 г. |
| Вещерите (The Warlocks) | Красо Ксоан Даксос                                                                            | Нонзо Анози                                                           | 19 февруари 2013 г. |
| Домът Тирел (House Tyrell) | Марджъри Тирел                                                                                | Натали Дормър                                                         | 19 февруари 2013 г. |
| Домът Грейджой (House Greyjoy) | Теон Грейджой Яра Грейджой                                                                    | Алфи Алън Джема Уелън                                                 | 19 февруари 2013 г. |
| Домът Клегейн (House Clegane) | Сандор „Хрътката“ Клегейн                                                                     | Рори Маккан                                                           | 19 февруари 2013 г. |
| С трети сезон |                                                                                               |                                                                       |                     |
| Старият Гиз и Робският Залив (Old Ghis & Slaver's Bay) | Джора Мормонт                                                                                 | Иън Глен                                                              | 18 февруари 2014 г. |
| Неопетнените (Unsullied) | Джора Мормонт                                                                                 | Иън Глен                                                              | 18 февруари 2014 г. |
| Господарят на светлината (The Lord of Light) | Торос Мирски                                                                                  | Пол Кей                                                               | 18 февруари 2014 г. |
| Варговете и зрението (Wargs and the Sight) | Бран Старк                                                                                    | Айзък Хемпстед-Райт                                                   | 18 февруари 2014 г. |
| Бунтът на Робърт (Robert's Rebellion) | Петир „Кутрето“ Белиш Варис                                                                   | Ейдън Гилън Конлет Хил                                                | 18 февруари 2014 г. |
| Червената Цитадела (The Red Keep) | Джофри Баратеон                                                                               | Джак Глийсън                                                          | 18 февруари 2014 г. |
| Северът (The North) | Джон Сняг                                                                                     | Кит Харингтън                                                         | 18 февруари 2014 г. |
| Пределът (The Reach) | Марджъри Тирел                                                                                | Натали Дормър                                                         | 18 февруари 2014 г. |
| Речните Земи (The Riverlands) | Бриндън „Черната Риба“ Тъли                                                                   | Клайв Ръсел                                                           | 18 февруари 2014 г. |
| Бурните Земи (The Stormlands) | Бриен Тартска                                                                                 | Гуендолин Кристи                                                      | 18 февруари 2014 г. |
| Западните Земи (The Westerlands) | Тивин Ланистър                                                                                | Чарлс Данс                                                            | 18 февруари 2014 г. |
| Долината (The Vale) | Петир „Кутрето“ Белиш                                                                         | Ейдън Гилън                                                           | 18 февруари 2014 г. |
| Домът Тръстика (House Reed) | Мийра Тръстика                                                                                | Ели Кендрик                                                           | 18 февруари 2014 г. |
| Домът Болтън (House Bolton) | Рууз Болтън                                                                                   | Майкъл МакЕлътън                                                      | 18 февруари 2014 г. |
| Домът Фрей (House Frey) | Кейтлин Старк                                                                                 | Мишел Феърли                                                          | 18 февруари 2014 г. |
| Домът Тъли (House Tully) | Бриндън „Черната Риба“ Тъли                                                                   | Клайв Ръсел                                                           | 18 февруари 2014 г. |
| С четвърти сезон |                                                                                               |                                                                       |                     |
| Дракони (Dragons) | Великия Майстер Пицел                                                                         | Джулиън Глоувър                                                       | 17 февруари 2015 г. |
| Отрови (Poisons) | Оберин Мартел                                                                                 | Педро Паскал                                                          | 17 февруари 2015 г. |
| Копелетата на Вестерос (The Bastards of Westeros) | Елариа Пясък                                                                                  | Индира Варма                                                          | 17 февруари 2015 г. |
| Желязната Банка на Бравос (The Iron Bank of Braavos) | Тихо Несторис                                                                                 | Марк Гатис                                                            | 17 февруари 2015 г. |
| Наемни мечове & странстващи рицари (Sellswords & Hedge Knights) | Брон                                                                                          | Джероум Флин                                                          | 17 февруари 2015 г. |
| Бунтът на Робърт (Robert's Rebellion) | Оберин Мартел                                                                                 | Педро Паскал                                                          | 17 февруари 2015 г. |
| Валът (The Wall) | Самуел Тарли                                                                                  | Джон Брадли                                                           | 17 февруари 2015 г. |
| Народа на Севера (The Nations of the North) | Тормунд                                                                                       | Кристофър Хивю                                                        | 17 февруари 2015 г. |
| Кралската гвардия (Kingsguard) | Джайм Ланистър Брон                                                                           | Николай Костер-Валдау Джероум Флин                                    | 17 февруари 2015 г. |
| Веригите на майстерите (The Maester's Chain) | Кибърн                                                                                        | Антон Лесър                                                           | 17 февруари 2015 г. |
| Смъртта на кралете (The Death of Kings) | Варис                                                                                         | Конлет Хил                                                            | 17 февруари 2015 г. |
| Валирианска стомана (Valyrian Steel) | Джора Мормонт                                                                                 | Иън Глен                                                              | 17 февруари 2015 г. |
| Справедливостта на Седемте Кралства (Justice of the Seven Kingdoms) | Брон                                                                                          | Джероум Флин                                                          | 17 февруари 2015 г. |
| Домът Мартел (House Martell) | Оберин Мартел                                                                                 | Педро Паскал                                                          | 17 февруари 2015 г. |
| Домът Белиш (House Baelish) | Петир „Кутрето“ Белиш                                                                         | Ейдън Гилън                                                           | 17 февруари 2015 г. |
| С пети сезон |                                                                                               |                                                                       |                     |
| Седмо-върхата звезда (The Seven-Pointed Star) | Висшият Врабец                                                                                | Джонатан Прайс                                                        | 15 март 2016 г.     |
| Армията на Вярата (The Faith Militant) | Висшият Врабец                                                                                | Джонатан Прайс                                                        | 15 март 2016 г.     |
| Волантис (Volantis) | Варис                                                                                         | Конлет Хил                                                            | 15 март 2016 г.     |
| Бравос (Braavos) | Тихо Несторис                                                                                 | Марк Гатис                                                            | 15 март 2016 г.     |
| Безликите хора (The Faceless Men) | Тихо Несторис                                                                                 | Марк Гатис                                                            | 15 март 2016 г.     |
| Зимен Хребет (Winterfell) | Рууз Болтън                                                                                   | Майкъл МакЕлътън                                                      | 15 март 2016 г.     |
| Лорд-командирите (The Lord Commanders) | Алисър Торн                                                                                   | Оуен Тийли                                                            | 15 март 2016 г.     |
| Бунтът на Робърт (Robert's Rebellion) | Баристан Селми                                                                                | Иън МакЕлхъни                                                         | 15 март 2016 г.     |
| Дорн (Dorne) | Елариа Пясък                                                                                  | Индира Варма                                                          | 15 март 2016 г.     |
| Бойните ями на Мийрин (The Fighting Pits of Meereen) | Даарио Нахарис                                                                                | Майкъл Хюзмън                                                         | 15 март 2016 г.     |
| Реката Ройн (The River Rhoyne) | Варис                                                                                         | Конлет Хил                                                            | 15 март 2016 г.     |
| Многоликият бог (The Many-Faced God) | Джакен Х'гар                                                                                  | Том Улашиа                                                            | 15 март 2016 г.     |
| Сивата люспа & каменните хора (Greyscale & The Stone Men) | Кибърн                                                                                        | Антон Лесър                                                           | 15 март 2016 г.     |
| Великите господари на Мийрийн (The Great Masters of Meereen) | Мисандей                                                                                      | Натали Емануел                                                        | 15 март 2016 г.     |
| Танцът на драконите (The Dance of Dragons) | Шийрин Баратеон Визерис Таргариен Оберин Мартел Робърт Баратеон Кейтлин Старк Джофри Баратеон | Кери Инграм Хари Лойд Педро Паскал Марк Ади Мишел Феърли Джак Глийсън | 15 март 2016 г.     |
| С шести сезон |                                                                                               |                                                                       |                     |
| Старият начин (The Old Way) | Юрон Грейджой                                                                                 | Филоу Азбег                                                           | 15 ноември 2016 г.  |
| Кралският Избор (The Kingsmoot) | Юрон Грейджой                                                                                 | Филоу Азбег                                                           | 15 ноември 2016 г.  |
| Лятното море (The Summer Sea) | Юрон Грейджой                                                                                 | Филоу Азбег                                                           | 15 ноември 2016 г.  |
| Малките птиченца (The Little Birds) | Варис                                                                                         | Конлет Хил                                                            | 15 ноември 2016 г.  |
| Рицарите на Долината (Knights of the Vale) | Петир „Кутрето“ Белиш                                                                         | Ейдън Гилън                                                           | 15 ноември 2016 г.  |
| Братството Без Знамена (Brotherhood Without Banners) | Торос Мирски                                                                                  | Пол Кей                                                               | 15 ноември 2016 г.  |
| Дотраките (The Dothraki) | Джора Мормонт                                                                                 | Иън Глен                                                              | 15 ноември 2016 г.  |
| Вес Дотрак (Vaes Dothrak) | Джора Мормонт                                                                                 | Иън Глен                                                              | 15 ноември 2016 г.  |
| Великата Септа на Белор (Great Sept of Baelor) | Висшият Врабец                                                                                | Джонатан Прайс                                                        | 15 ноември 2016 г.  |
| Речен Пад (Riverrun) | Бриндън „Черната Риба“ Тъли                                                                   | Клайв Ръсел                                                           | 15 ноември 2016 г.  |
| Горските Чеда срещу Първите Хора (Children of the Forest vs. the First Men)                                                                                            | Триоката Врана                                                                                | Макс фон Сюдов                                                        | 15 ноември 2016 г.  |
| Войната на кралете на деветте петака (War of the Ninepenny Kings) | Септон Рей                                                                                    | Иън Макшейн                                                           | 15 ноември 2016 г.  |
| Великият турнир в Харънхъл (The Great Tourney at Harrenhal) | Мийра Тръстиката                                                                              | Ели Кендрик                                                           | 15 ноември 2016 г.  |
| Бунтът на Робърт (Robert’s Rebellion) | Джайм Ланистър                                                                                | Николай Костер-Валдау                                                 | 15 ноември 2016 г.  |
| Староград (Oldtown) | Великия Майстер Пицел Кибърн                                                                  | Джулиан Гловер Антон Лесър                                            | 15 ноември 2016 г.  |
| Северняшките съюзи на дома Старк (Northern Allegiances to House Stark)                                                                                                 | Санса Старк                                                                                   | Софи Търнър                                                           | 15 ноември 2016 г.  |
| Домът Тарли (House Tarly) | Рандил Тарли                                                                                  | Джеймс Фолкнер                                                        | 15 ноември 2016 г.  |
| Домът Дейн (House Dayne) | Младия Едард Старк                                                                            | Робърт Арамайо                                                        | 15 ноември 2016 г.  |
| Със седми сезон |                                                                                               |                                                                       |                     |
| Драконовата яма (The Dragonpit) | Варис Кибърн                                                                                  | Конлет Хил Антон Лесър                                                | 12 декември 2017 г. |
| Цитаделата (The Citadel) | Самуел Тарли                                                                                  | Джон Брадли                                                           | 12 декември 2017 г. |
| Скалата на Кастърли (Casterly Rock) | Джайм Ланистър                                                                                | Николай Костер-Валдау                                                 | 12 декември 2017 г. |
| Планински рай (Highgarden) | Рандил Тарли                                                                                  | Джеймс Фолкнер                                                        | 12 декември 2017 г. |
| Златната компания (The Golden Company) | Джора Мормонт                                                                                 | Иън Глен                                                              | 12 декември 2017 г. |
| Пророчествата на Познатия свят (Prophecies of the Known World) | Самуел Тарли                                                                                  | Джон Брадли                                                           | 12 декември 2017 г. |
| Ръката на краля (The Hand of the King) | Петир „Кутрето“ Белиш                                                                         | Ейдън Гилън                                                           | 12 декември 2017 г. |
| Дъждовете на Кастамир (The Rains of Castamere) | Джайм Ланистър                                                                                | Николай Костер-Валдау                                                 | 12 декември 2017 г. |
| Глава 1 – Последният потомък на Валирия: Домът Таргариен (Chapter 1, Valyria's Last Scion: House Targaryen)                                                            | Визерис Таргариен                                                                             | Хари Лойд                                                             | 12 декември 2017 г. |
| Глава 2 – Нашествие (Chapter 2, Invasion) | Варис                                                                                         | Конлет Хил                                                            | 12 декември 2017 г. |
| Глава 3 – Домът Хоар, Железнородените крале на Речните земи (Chapter 3, House Hoare, Ironborn Kings of the Riverlands)                                                 | Визерис Таргариен Юрон Грейджой                                                               | Хари Лойд Филоу Азбег                                                 | 12 декември 2017 г. |
| Глава 4 – Домът Дурандон, Бурните крале (Chapter 4, House Durrandon, the Storm Kings)                                                                                  | Варис                                                                                         | Конлет Хил                                                            | 12 декември 2017 г. |
| Глава 5 – Домът Ланистър, кралете на Скалата и домът Градинар, кралете на Предела (Chapter 5, House Lannister, Kings of the Rock & House Gardener, Kings of the Reach) | Джайм Ланистър                                                                                | Николай Костер-Валдау                                                 | 12 декември 2017 г. |
| Глава 6 – Домът Старк, кралете на Зимата (Chapter 6, House Stark, The Kings of Winter)                                                                                 | Санса Старк Визерис Таргариен                                                                 | Софи Търнър Хари Лойд                                                 | 12 декември 2017 г. |
| Глава 7 – Домът Арин, кралете на Долината (Chapter 7, House Arryn, Kings of the Vale)                                                                                  | Петир „Кутрето“ Белиш                                                                         | Ейдън Гилън                                                           | 12 декември 2017 г. |
| Глава 8 – Егон, Първият с това име (Chapter 8, Aegon, First of His Name)                                                                                               | Визерис Таргариен                                                                             | Хари Лойд                                                             | 12 декември 2017 г. |
| Глава 9 – Домът Мартел, принцовете на Дорн (Chapter 9, House Martell, Princes of Dorne)                                                                                | Варис                                                                                         | Конлет Хил                                                            | 12 декември 2017 г. |
| Глава 10 – Последните дракони (Chapter 10, The Last Dragons) | Визерис Таргариен Джайм Ланистър Санса Старк Варис                                            | Хари Лойд Николай Костер-Валдау Софи Търнър Конлет Хил                | 12 декември 2017 г. |
| С осми сезон |                                                                                               |                                                                       |                     |
| Кралският Чертог (King's Landing) | Варис                                                                                         | Конлет Хил                                                            | 3 декември 2019 г.  |
| Въстанието на Грейджойите (The Greyjoy Rebellion) | Джайм Ланистър Юрон Грейджой                                                                  | Николай Костер-Валдау Филоу Азбег                                     | 3 декември 2019 г.  |
| Блекфайърите (The Blackfyres) | Варис                                                                                         | Конлет Хил                                                            | 3 декември 2019 г.  |
| Югът (The South) | Тормунд                                                                                       | Кристофър Хивю                                                        | 3 декември 2019 г.  |
| Бунтът на Дъскъндейл (The Defiance of Duskendale) | Варис                                                                                         | Конлет Хил                                                            | 3 декември 2019 г.  |
| Мегор Жестокият (Maegor the Cruel) | Варис                                                                                         | Конлет Хил                                                            | 3 декември 2019 г.  |